# Adamsville (Tennessee)
Adamsville é uma cidade  localizada no estado norte-americano de Tennessee, no Condado de Hardin e Condado de McNairy.

## Demografia
Segundo o censo norte-americano de 2000, a sua população era de 1983 habitantes.
Em 2006, foi estimada uma população de 2105, um aumento de 122 (6.2%).

## Geografia
De acordo com o United States Census Bureau tem uma área de
18,0 km², dos quais 17,9 km² cobertos por terra e 0,1 km² cobertos por água.

## Localidades na vizinhança
O diagrama seguinte representa as localidades num raio de 16 km ao redor de Adamsville.